# 麥迪遜 (緬因州普查規定居民點)
麥迪遜（英語：Madison）是位於美國緬因州薩默塞特縣的一個普查規定居民點。

## 人口
根據2020年美國人口普查的數據，麥迪遜的面積為17.38平方千米，當中陸地面積為16.65平方千米，而水域面積為0.73平方千米。當地共有人口2533人，而人口密度為每平方千米145.74人。